# Jarquín
Jarquín ist ein Familienname, der vorwiegend in Süd- und Mittelamerika verbreitet ist.

## Bekannte Namensträger
- Carlos Alberto Brenes Jarquín (1884–1942), Präsident von Nicaragua
- David Salomon Jarquín (* 1986), nicaraguanischer Trompeter
- Edmundo Jarquín (* 1946), nicaraguanischer Politiker
- Miguel Carlos Jarquín Marín (* 1950), mexikanischer Psychologe